# Passiflora resticulata
Passiflora resticulata là một loài thực vật có hoa trong họ Lạc tiên. Loài này được Mast. & André mô tả khoa học đầu tiên năm 1884.